# Andrzej Bizoń
Andrzej Bizoń (ur. 13 stycznia 1976 w Witkowicach, zm. 18 maja 2020 tamże) – polski model i aktor niezawodowy, Mister Poland 2000.

## Wczesne lata
Urodził się i dorastał w Witkowicach w wielodzietnej rodzinie jako syn Michaliny Bizoń. Był ministrantem, strażakiem-ochotnikiem, harcerzem, grał na perkusji w zespole instrumentalnym. Występował na szkolnej scenie, recytował i śpiewał. Pracował w rodzinnej firmie handlowej. Studiował w Wyższej Szkole Infrastruktury i Zarządzania w Warszawie. Prowadził firmę budowlaną i odzieżową w Bielsku-Białej.

## Kariera
W 2000 został Misterem Beskidów, a później 5 czerwca zwyciężył w finale wyborów Mister Poland w Teatrze Dramatycznym w Warszawie, gdzie pokonał 19 innych kandydatów. Otrzymał również komplementarne tytuły Mistera Publiczności i Mistera miesięcznika „Gentleman”. 15 października reprezentował Polskę na konkursie Mister Intercontinental w Hanowerze w 2000. 
Przez pół roku pracował jako model w Mediolanie. Wiosną 2001 wziął udział w reality show Dwa światy emitowanym w Polsacie. Wkrótce podpisał kontrakt z agencją modeli w Niemczech. Po powrocie do Polski zatrudniano go do sesji dla magazynów.
W 2003 wziął udział w programie rozrywkowym telewizji TVN SeXtet, gdzie znalazł się w grupie finalistów i tym samym został tancerzem grupy. 
Wystąpił w komediodramacie Jerzego Stuhra Pogoda na jutro (2003), a także gościnnie w serialach: Na Wspólnej (2004), Czego się boją faceci, czyli seks w mniejszym mieście (2004), Dublerzy (2006) i Niania (2006). W komedii kryminalnej Dublerzy (2006) pojawił się jako gangster Gambiniego.
Po latach porzucił karierę modela na rzecz projektu Modele życia.

## Życie prywatne
Miał syna (ur. 1996).

## Choroba i śmierć
Od 2010 cierpiał na zesztywniające zapalenie stawów kręgosłupa, które powodowało postępujący paraliż, a 13 maja 2020 całkowicie utracił wzrok. Zmarł 18 maja 2020 w rodzinnych Witkowicach. Bezpośrednią przyczyną śmierci było uduszenie, spowodowane chorobą, na którą cierpiał.

## Filmografia
- 2003: Pogoda na jutro
- 2003: Na Wspólnej
- 2004: Czego się boją faceci, czyli seks w mniejszym mieście
- 2006: Niania
- 2006: Dublerzy